# Nelikorn
Das Nelikorn war ein Massemaß in Französisch-Ostindien und in Persien. Es galt als ein Gold- und Silbergewicht.
- 1 Nelikorn = 1/1600 Palom = 0,02125 Gramm